# Pepin Longobardzki

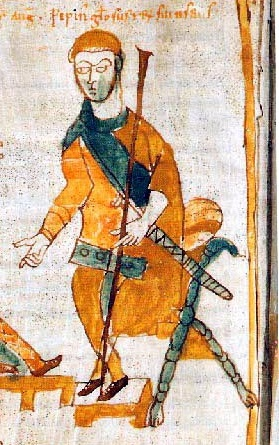
Pepin Longobardzki

Pepin Longobardzki (Pepin z Italii) (ur. w 777, zm. 8 lipca 810) – trzeci syn Karola Wielkiego, drugi syn z jego związku z Hildegardą. 

## Życiorys
Po urodzeniu nosił imię Karlomana, jednakże w 780 roku po wydziedziczeniu Pepina Garbatego otrzymał imię Pepin. W 781 roku został koronowany przez papieża Hadriana I na króla Longobardów.
Jako król Italii prowadził aktywną politykę, zwłaszcza w zakresie ekspansji imperium. W 791 roku dokonał na polecenie ojca inwazji na państwo Awarów. Wkroczył on do doliny Drawy i dokonał najazdu na Panonię, a jego ojciec wkroczył do doliny Dunaju. W 792 roku Karol Wielki udał się do Saksonii by stłumić wybuchłą rewoltę, zostawił dowództwo młodemu Pepinowi oraz Erykowi księciu Friuli. Zdobyli oni w czasie tej kampanii dwukrotnie Wielki Ring Awarów. Wziętych zakładników Pepin przesłał ojcu do Akwizgranu. 
W 810 roku prowadził sześciomiesięczne nieudane oblężenie Wenecji. On i jego armia stacjonowali na miejscowych bagnach, co podkopało jego zdrowie i osłabiło armię. Wkrótce Pepin zmarł. 
Pepin ożenił się z Bertą córką Wilhelma z Gellony hrabiego Tuluzy. Pepin z tego związku miał pięć córek - Adelajdę, Atalę, Gundradę, Bertę i Tetradę. Pepin miał również nieślubnego syna Bernarda.